# Samuel (imię)
Samuel – imię męskie pochodzenia biblijnego, które wywodzi się od hebrajskiego Šemū'el, oznaczającego „uproszony od Boga”, „wyproszony od Boga”, „Bóg wysłuchał”, „imię Boga” lub „jego imię to Bóg”. W Polsce imię to jest poświadczone od 1401 roku, a w XVII wieku należało do najpopularniejszych imion szlacheckich. Nosił je ostatni z sędziów izraelskich oraz pięciu innych świętych katolickich. 
Przykładowe możliwe staropolskie zdrobnienia: Sach, Sachan, Sachaniec, Sachno, Sachoń, Sasz, Samek, Samko, Samo, Samota.
Nazwiska pochodzące od Samuela to m.in. Samulski, Samulewicz, ruski Samojłowicz.
Wśród imion nadawanych nowo narodzonym dzieciom, Samuel w 2017 r. zajmował 107. miejsce w grupie imion męskich.
Żeńska forma – Samuela.

## Odpowiedniki w innych językach
- łacina – Samuel
- język angielski – Samuel, Sam, Sammie, Sammy
- język francuski – Samuel
- język hiszpański – Samuel
- język niemiecki – Samuel
- język rosyjski – Самуил (Samuił), Samojło
- język włoski – Samuele
- język fiński – Samuli, Sami
- język ormiański – Samvel
- język ukraiński – Самійло (Samijło)

## Samuelimieninyobchodzi
- 16 lutego, jako wspomnienie św. Daniela, wspominanego razem ze świętymi, Danielem, Eliaszem, Izajaszem i Jeremiaszem,
- 3 marca, jako wspomnienie bł. Samuela Marzorati, wspominanego razem z Liberatem Weissem i Michałem Piosem z Zerbo,
- 10 maja, jako wspomnienie św. Samuela, należącego do grupy z Lentini,
- 20 sierpnia[9], jako wspomnienie Samuela – proroka izraelskiego i sędziego,
- 10 października, jako wspomnienie św. Samuela, wspominanego razem ze św. Danielem z Kalabrii i innymi towarzyszami,
- 21 października, jako wspomnienie św. Samuela, jednego z grupy bizantyńskich pielgrzymów.

## Niektóre znane osoby noszące imię Samuel
- Samuel (postać biblijna)
- Samuel Beckett – irlandzki pisarz
- Samuel Butler (1825-1902) – brytyjski pisarz
- Samuel Butler (1613-1680) – angielski poeta
- Samuel von Brukenthal – habsburski gubernator Wielkiego Księstwa Siedmiogrodu w latach 1774–1787
- Samuel Colt – amerykański konstruktor broni strzeleckiej
- Samuel Eto’o – kameruński piłkarz
- Samuel Fünn – żydowski pisarz, publicysta i historyk
- Sam Francis – amerykański malarz
- Szmulik Goldsztejn – polski aktor żydowskiego pochodzenia
- Sami Hyypiä – fiński piłkarz
- Samuel Korsak – członek Rady Najwyższej Rządowej Litewskiej, który razem z Tadeuszem Reytanem i Stanisławem Bohuszewiczem był inicjatorem próby niedopuszczenia do rozpoczęcia obrad Sejmu Rozbiorowego 1773–1775 w dniu 19 kwietnia 1773, na którym uchwalono I rozbiór Polski
- Mark Twain, właśc. Samuel Langhorne Clemens – amerykański pisarz pochodzenia szkockiego, satyryk, humorysta, wolnomularz
- Samuel Linde – polski językoznawca
- Samuel L. Jackson – amerykański aktor
- Samuel Morse – amerykański wynalazca
- Bode Miller, właśc. Samuel Bode Miller – amerykański narciarz alpejski
- Samuel Orgelbrand – polski drukarz i wydawca
- Samuel Pepys (1633–1703) – angielski urzędnik, pamiętnikarz
- Samuel Reshevsky – szachista amerykański polskiego pochodzenia
- Samuel Sánchez – hiszpański kolarz szosowy
- Samuel Samuś – hetman nakaźny Ukrainy prawobrzeżnej w latach 1692–1704, jeden z przywódców antypolskiego powstania Semena Palei
- Samuel Cyryl Stefanowicz – arcybiskup lwowski obrządku ormiańskiego
- Samuel Twardowski – jeden z najwybitniejszych polskich poetów barokowych, epik, panegirysta, satyryk, tłumacz
- Samuel Wilhelm Walter –  burmistrz Raciborza w latach 1771–1772
- Samuel Zborowski – hetman kozacki, rotmistrz królewski, kalwinista
- Samuel Žbogar – słoweński polityk i dyplomata